# Winterspelt (Andersch)
Winterspelt ist ein 1974 im Diogenes Verlag erschienener Roman von Alfred Andersch. In die historische Situation kurz vor der Ardennen-Offensive im Winter 1944–1945 eingebaut, spielt der Autor eine Fiktion durch, die er als „Sandkastenspiel“ bezeichnet: In der Umgebung des Eifeldorfs Winterspelt plant der deutsche Bataillons-Kommandeur bei der 416. Infanterie-Division Joseph Dincklage angesichts der Sinnlosigkeit weiterer Kämpfe die Übergabe seiner Truppe an den amerikanischen Gegner, scheitert aber an der historischen Situation.

## Überblick
Die Haupthandlung ist eingerahmt von Auszügen aus Dokumenten über die Kriegssituation 1944 an der Westfront. Nach der historischen Einordnung fokussiert sich der Roman mit breit ausgemalten Landschaftsbeschreibungen auf einen Abschnitt der Ardennen und der Westeifel um die Gemeinde Winterspelt. Hier beginnt der Autor mit seiner fiktiven, unhistorischen Geschichte vom Versuch des Majors Dincklage, das Leben seiner Soldaten durch Geheimverhandlungen mit dem US-Kommandanten zu retten.

## Vorgeschichte
An den Übergabe-Verhandlung sind im Wesentlichen fünf Protagonisten des Romans beteiligt, die es zufällig in das Grenzgebiet am Fluss Our verschlagen hat. Deren Lebensläufe vor dem August 1944 sind als kurze „Biogramme“ oder als ausführliche Erinnerungen in die Handlung eingefügt.

### Wenzel Hainstock
Der 52-jährige böhmische Steinmetz und Steinbruch-Leiter Wenzel Hainstock wird als kommunistischer Aktivist für sechs Jahre im KZ Oranienburg inhaftiert und vorzeitig auf Fürsprache des Wehrwirtschaftsführers Matthias Arimond entlassen. Zudem stellt dieser ihn als Aufseher über einige stillgelegte Eifel-Steinbrüche an und sichert sich damit, die Kriegsniederlage vorausahnend, prophylaktisch einen Entlastungszeugen. So kommt Hainstock 1941 nach Winterspelt. Von seiner Hütte aus, in der er sich mit Käthe trifft, beobachtet er das Grenzgebiet und verfolgt die Wanderungen Schefolds. Als Pragmatiker glaubt er nicht an eine Revolution und der Aburteilung der Verbrecher nach dem Krieg und rechnet mit einem Fortbestand der bürgerlichen Ständegesellschaft. Er denkt, im Gegensatz zu Käthe, nicht an eine Flucht und ist bereit, Kompromisse einzugehen und den Winterspelt-Steinbruch nach dem Krieg wieder in Betrieb zu nehmen.

### Käthe Lenk
Die 24-jährige Kaufmannstochter Käthe Lenk verlässt nach dem Tod ihrer Eltern bei einem Bombenangriff und der Einberufung ihres Freundes Lorenz zum Militär Berlin, vagabundiert ohne genauen Plan durch Nord- und Westdeutschland und strandet in Prüm, wo sie von Mai bis Anfang Juli als Studienreferendarin in einem Gymnasium unterrichtet. Nach der Nachricht von Lorenz Tod fühlt sie sich ungebunden und befreundet sich mit dem in sie verliebten Primaner Ludwig. Nach der Evakuierung der Zivilbevölkerung reist sie nicht wie vorgeschrieben nach Köln, sondern taucht unter und Ludwig bringt sie vor seiner Einberufung zu seiner Familie nach Winterspelt. Dort arbeitet sie im Haushalt. Sie träumt davon, nach Lincolnshire zu reisen, das sie aus Dickens Roman Bleak House kennt. Nach dem Verlust ihrer Familie und der bürgerlichen Ordnung sucht sie nach neuer Orientierung: Mit einem „wilde[n] Trieb, auszubrechen, die Tapete zu wechseln […] seit ihrem Auszug aus Berlin“ wartet sie täglich auf einen Fluchtweg durchs Niemandsland und die Frontlinien. Bis dahin lebt sie unkonventionell ohne feste Bindung. Nach dem Hitler-Attentat vom 20. Juli fürchtet sie Razzien gegen Regimegegner und versteckt sich mit dem Marxisten Hainstock in einer Höhle am Apert. Dort befreunden sie sich und beginnen eine sexuelle Beziehung. Geistige Grundlage sind die Gespräche über den Marxismus. Käthe stimmt zwar Hainstocks Beschreibung der Gesellschafts- und Machtstrukturen zu und lehnt wie er den Faschismus ab, hält aber die Theorie der Dialektik als Weg zur klassenlosen Gesellschaft für unrealistisch. Er erzählt ihr von seiner Bekanntschaft mit dem Kunsthistoriker Schefold und dessen Wanderungen auf einem geheimen Pfad durchs Niemandsland. Sie entdeckt das in der Höhle versteckte Klee-Bild „Polyphon umgrenztes Weiß“ und interpretiert das Zentrum als „ein Nichts“.
Als Käthe sich in den Anfang Oktober angekommenen Major Dincklage verliebt und mit ihm sofort eine Liebesbeziehung beginnt, gerät sie in ein Dilemma und denkt zuerst daran, beide Liebschaften weiterzuführen, doch Hainstock zieht sich sofort zurück. Jetzt setzt sie sich mit dem Weltbild des Offiziers auseinander und entdeckt in ihm einen Hitlerkritiker, der nicht an einen Sieg glaubt und ihr seine Überlegung von einer Kapitulation seiner Brigade erzählt, allerdings nur als Modell, das schwer realisierbar sei. Sie kritisiert seine Inkonsequenz zwischen Einsicht und Handlung und macht ihm Vorschläge zur Umsetzung seines Plans mit einer geheimen Botenstafette über Hainstock und Schefold zu den Amerikanern.

### Bruno Schefold
Der dritte Regimegegner ist der 44-jährige Kunsthistoriker Dr. Bruno Schefold, der auf die Invasion der Amerikaner und das Ende der NS-Herrschaft wartet. 1937 verlässt der wissenschaftliche Assistent am Städel-Museum Frankfurt, um sein Lieblingsbild „Polyphon umgrenztes (gefasstes) Weiß“ von Paul Klee vor der Vernichtung zu retten, und emigriert nach Belgien. Eines Tages liest er in einer Brüsseler Zeitung, dass die als entartete Kunst aussortierten Gemälde in der Schweiz versteigert werden. Er fühlt sich um den Sinn seines Diebstahls betrogen: Seine Emigration beruhe auf einem Missverständnis. Er hätte in Frankfurt bleiben können. Nach der Besetzung des Landes verstecken ihn die Besitzer der Kunstsammlungen, für die er wissenschaftliche Studien verfertigt hat, als Archivar in ihren Schlössern. Auf die Nachricht der Invasion hin will er die Befreiung Deutschlands miterleben und reist im Juli in das Grenzgebiet bei Hemmeres und Sainth-Vieth. Er erhält von den Amerikanern einen Passierschein und sucht sich eine Wohnung in Maspelt im Niemandsland zwischen den Fronten. Von hier aus durchstreift er die Gegend auf beiden Seiten des Flusses Our und beobachtet die militärische Entwicklung, weigert sich allerdings, seine Informationen an die Militärs weiterzugeben. Auf seinen Touren lernt er Hainstock kennen. Nach dem Krieg will er seinen Emigrantenstatus nutzen, um ein kleines deutsches Museum zu leiten und mit seiner von ihm erweiterten Gemäldesammlung zu profilieren.

### Joseph Dincklage
Josef Dincklage kommt Anfang Oktober 1944 mit seinem Bataillon an die Westfront. Der 34-jährige Major, Sohn eines Emsländer Ziegeleibesitzers, hat sich nach dem Studium (Nationalökonomie, Sprachen) in Heidelberg, Berlin, Oxford 1938 für die Offizierslaufbahn entschieden, „um dem Nationalsozialismus auf halbwegs saubere Art zu überwintern“. Nach Kriegseinsätzen am Rhein, in Afrika, Frankreich und Dänemark bezieht der Ritterkreuzträger als Bataillonsführer der 416. Infanterie-Division das Stabsquartier in Winterspelt. Seinen Dienst versieht er aus Pflichterfüllung, obwohl er wegen einer Hüftarthrose eigentlich vom Fronteinsatz freigestellt werden könnte. Schon am zweiten Tag ihrer Bekanntschaft beginnen er und Käthe eine Liebesbeziehung und diskutieren Fragen der Ideologie. Er vertritt ein existentialistisches Weltbild vom Leben als Zufallskette. „[D]er Mensch [sei] ein Geschöpf aus Determiniertheit und Zufall“: Aus zufälligen gesellschaftlichen und persönlichen Konstellationen entständen Sozialisationsmuster und Persönlichkeitsstrukturen. Hitler erkläre „aus der ins Quadrat gesteigerten Häufung gewisser Erbanlagen und dem blinden Walten jener Sorte von Zufällen das, was man Weltgeschichte nennt. […] ein Sein, in dem konstante Naturgesetze und reine Willkür sich ineinander verf[a]ngen und finster durchdr[i]ngen“ nennt er Chaos, aus dem Ungeheuer entstünden.

### John Kimbrough
Die militärischen Gegenspieler Dincklages sind der im belgischen Maspelt stationierte Captain John Kimbrough und sein Vorgesetzter, der Nachrichtenoffizier Robert (Bob) Wheeler. Der 30-jährige John ist der Sohn eines Kleinfarmers (poor white) in Fargo im Südstaat Georgia. Nach dem Jura-Studium wird er Rechtsanwalt, verteidigt Kriminelle und kritisiert das Gerichtssystem des Bundesstaates und die autoritäre Führung des Gouverneurs Eugene Talmadge. 1941 gibt er den Beruf auf und tritt in die Armee ein. Er will einmal die Farm seines Vaters übernehmen, allerdings hat seine Freundin Dorothy Du Bois andere Zukunftspläne im Süden Mexikos, wo sie sich für die indianische Bevölkerung einsetzt. Auf der Überfahrt von Boston nach Le Havre befreundet er sich mit dem 52-jährigen Wheeler, Germanistik-Professor an der Indiana University Bloomington. Während der Südstaatler gegen den Kriegseintritt der USA ist und meint, die Europäer müssten allein das Hitler-Problem lösen, erklärt ihm Wheeler die neue weltpolitische Rolle seines Landes, das in Europa einen Limes gegen die Kommunisten im Osten errichten würde.

### Hubert Reidel
Die deutschen Soldaten werden durch verschiedene Personen repräsentiert. Zentrale Auswirkungen hat der Konflikt zwischen dem gefühllosen, verschlagenen Obergefreiten Hubert Reidel und dem Rekruten Borek. Borek zeigt Reidel wegen homosexueller Übergriffe an, dieser reagiert mit einer Anklage wegen Lesens jüdischer Bücher und staatsfeindlicher Aussagen. In der Haupthandlung tritt er als gehorsamer konformen Soldatentyp auf, der den spionageverdächtigen Schefold in einer Kompensation seiner Wut über seine Außenseiterrolle einfach abschießen möchte, sich dann aber für eine Verhaftung entscheidet, weil er eine dienstrechtliche Untersuchung mit ungewissem Ausgang befürchtet. Er ist ein unpolitischer Mensch und denkt bei seinen Handlungen, auch bei Denunziationen oder der Eliminierung von Spionen, nur an die eigenen Vorteile.

## Haupthandlung

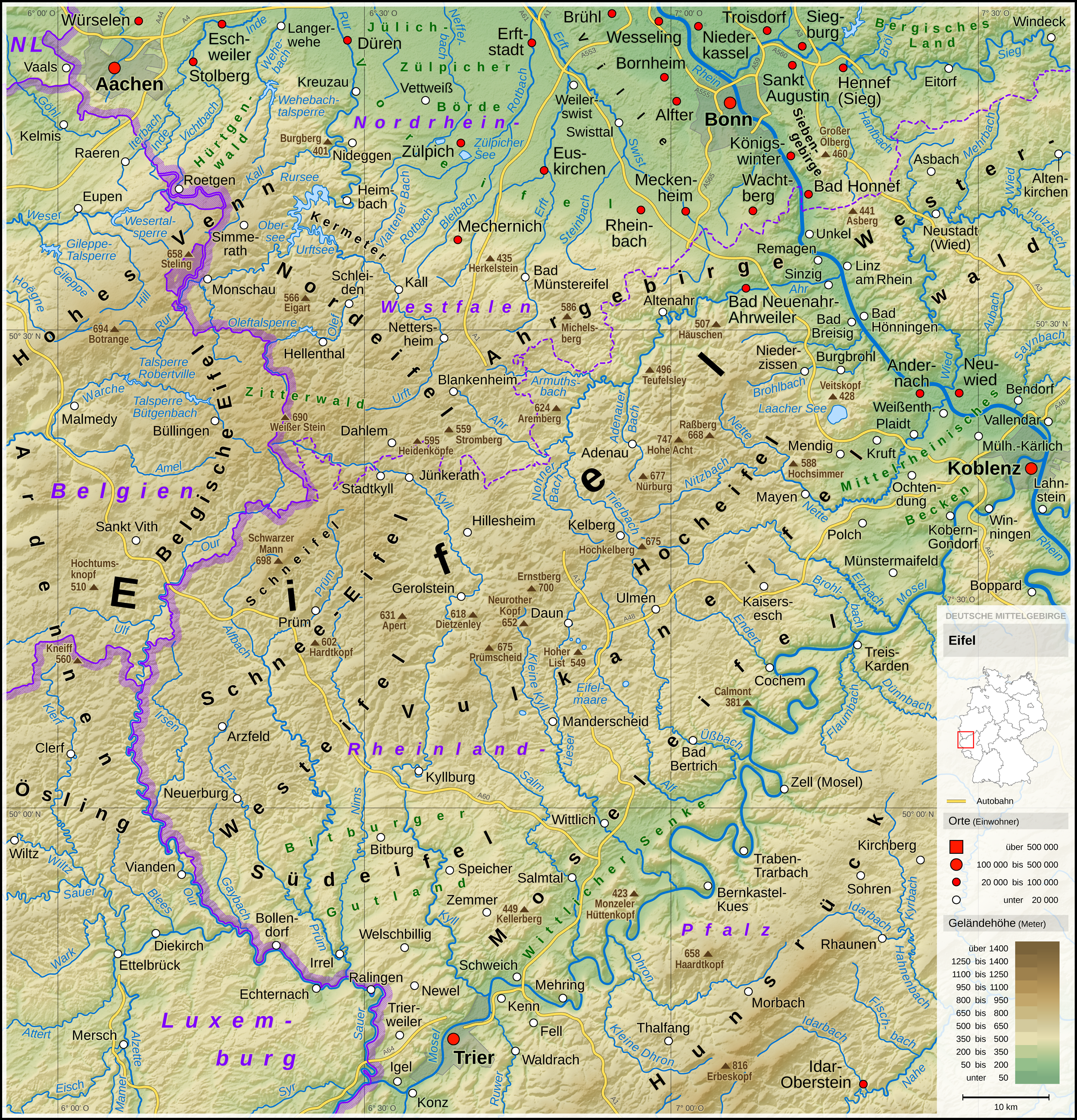
Eifel

Zu Beginn der fiktiven Haupthandlung Anfang Oktober 1944 verläuft die Front im geographischen Raum der deutsch-belgischen Grenzlandschaft im Our-Tal. Die deutschen Verbände liegen vorgeschoben im äußersten Westen und können leicht vom Gegner bei einem Vorstoß von der Division abgeschnitten werden. Zur Romanhandlungszeit wird in diesem Gebiet nicht gekämpft, abgesehen vom Beschuss durch amerikanische Jagdbomber. Die Soldaten bauen ihre getarnten Stellungen aus und beobachten die amerikanischen Bewegungen am anderen Ufer. Sie warten auf einen Angriff oder auf den Befehl zu einer Gegenoffensive, die allerdings ohne Mannschafts- und Waffenverstärkung nicht erfolgreich wäre.
Als Major Dincklage am 1. Oktober mit seiner Brigade im Dorf Winterspelt eintrifft und das Stabsquartier-Büro bezieht, lernt er die im Nachbarhaus wohnende Käthe Lenk kennen. Sie verlieben sich ineinander und beginnen am Tag darauf eine Liebesbeziehung. Beide erzählen sich ihre Lebensgeschichten, sprechen über die politische Situation und über die Beurteilung des Krieges. Dabei erklärt ihr Dincklage sein existentialistisches Weltbild und sie entdeckt ihn ihm einen Hitlerkritiker, der nicht an einen Sieg glaubt. Auf seinen nächtlichen Kontrollgängen hört er das Artilleriefeuer im Norden und alles kommt ihm wie ein „gigantisches Indianerspiel“ aus seiner Kindheit vor. Er weiß um die fehlenden Waffen und erkennt die Hoffnungslosigkeit einer Verteidigung. So denkt er an eine kampflose Übergabe. Voraussetzung dafür wären Geheimverhandlungen mit dem Gegner, aber er ist unsicher, ob die Kapitulation gelingt und was dies für ihn und seine Beziehung zu Käthe bedeuten würde. Käthe kritisiert seine Inkonsequenz zwischen Einsicht und Handlung, macht ihm Vorschläge zur Realisierung seines Plans mit einer Botenstafette Hainstock-Schefold und bietet sich als Kurier an.
Als sie mit Dincklage eine sexuelle Beziehung beginnt, gerät sie in ein Dilemma und denkt zuerst daran, beide Liebschaften weiterzuführen, doch Hainstock zieht sich sofort zurück. Sie befürchtet das Ende ihrer Freundschaft und bereut ihre Spontanreaktion mit Dincklage. Aber Hainstock bleibt ihr väterlicher Freund wie zu Beginn ihrer Bekanntschaft. Ihr Verhältnis zu Dincklage reduziert sie um den sexuellen Faktor, nachdem am 6. Oktober die Entscheidung für die Umsetzung des Plans gefallen ist. Dincklage macht ihr später in seinem Brief den Vorwurf, ihn allein gelassen zu haben.
Der Autor breitet im Mittelteil des Romans die Kapitulationsverhandlungen detailliert aus. Nach Klärung ihrer Beziehungen teilt Käthe am folgenden Tag Dincklages Plan Hainstock mit und ringt ihm trotz seines Zweifels seine Zustimmung ab, den im Grenzgebiet illegal herumwandernden Schefold als Unterhändler mit dem in Maspelt stationierten US-Offizier Kimbrough zu gewinnen. Hainstock ist skeptisch, dass Dincklages Plan gelingt, da er den Widerstand der deutschen Soldaten befürchtet, und bezweifelt, dass die Aktion zur Strategie der Amerikaner passt. Außerdem glaubt er als Marxist nicht an individuelle Einzelaktionen. Hier widerspricht ihm Käthe, individuelle Aktionen seien ihr lieber als gar keine. Schließlich übernimmt er die Funktion des Briefkastens. Als Käthe dem Major Hainstocks Bedenken vorträgt, sieht er darin kein Problem, denn er ist vom Gehorsam seiner Soldaten ihm gegenüber überzeugt, wenn er auch Gegenwehr nicht ausschließen kann. Aber er würde die Einsatzpläne daraufhin einrichten, die Soldaten an verschiedenen Orten zu beschäftigen.
Käthe ist von allen beteiligten Personen am zuversichtlichsten, denn sie verspricht sich einerseits von der Kapitulation des Bataillons eine Kettenreaktion und das Ende des Krieges. Andererseits hat sie auch ein Eigeninteresse, denn sie könnte so den Geheimweg Schefolds erfahren und für sich nutzen. Sowohl Dincklage als auch Hainstock möchten Käthe an sich binden und Hainstock hofft auch aus diesem Grund, dass der Major seinen Plan aufgibt und damit Käthe enttäuscht. Diese will allerdings unabhängig bleiben und in jedem Fall allein über den Grenzfluss nach Belgien fliehen: Dincklage würde vermutlich von den Amerikanern oder den Deutschen inhaftiert werden und ein Leben zusammen mit Hainstock in Winterspelt entspricht nicht ihren Zukunftswünschen.
- Schefold überbringt am 7. Oktober Dincklages Botschaft an die Amerikaner und ist über deren Reaktion verwundert, denn Kimbrough fragt zuerst nach den Motiven des deutschen Majors: Für eine Kapitulation aus Einsicht in die Verbrechen der NS-Herrschaft sei es zu spät und eine Kampfaufgabe aus Erkenntnis der drohenden Niederlage sei eines Offiziers ebenso unwürdig ebenso wie die Annahme eines solchen Angebots. Trotzdem hofft er auf die Zustimmung des Regiments und bespricht den Kapitulationsplan mit dem Nachrichtenoffizier Wheeler, der nach Maspelt gekommen ist, um ihn von übereilten Aktionen abzuhalten, und Colonel R. Dieser wendet ein, der Vorstoß auf die andere Flussseite zur Gefangennahme der 1200 Soldaten widerspreche der amerikanischen Strategie, und befürchtet, deutsche Truppen könnten schnell in das Gebiet nachrücken. Außerdem passt ein Verrat nicht in sein Offiziersbild. Doch sie leiten Dincklages Plan an die vorgesetzte Dienststelle weiter.[14] Kimbrough durchdenkt inzwischen alle Voraussetzungen und Maßnahmen und setzt seine Mannschaft in Alarmbereitschaft.[15]
- Seit Montag (9.10.) weiß Dincklage aus einer Besprechung der Regiments- und Bataillonskommandanten, dass seine Division von einem starken Verband der Waffen-SS abgelöst wird und dass der Abmarsch in der Nacht vom 11. auf den 12. beginnt. In Norditalien soll die Division zur Partisanenbekämpfung eingesetzt werden. Er selbst will auf den Rat des Stabsarztes zurückkommen und wegen seiner Hüftarthrose seine „Demobilisierung“ einleiten und hofft in Kürze entlassen zu werden und in seine Heimat zurückzukehren.[16]
- Am 10. Oktober erzählt Schefold Hainstock, die Angelegenheit sei noch nicht entschieden, und Käthe leitet die Nachricht an Dincklage weiter. Dieser möchte nun selbst mit Schefold sprechen, der einen sicheren Transfer fordert.
- In seinem in der Nacht vom 11. auf den 12. 10. geschriebenen, aber erst am folgenden Tag übergebenen Brief teilt Dincklage Käthe das Scheitern seiner Mission, die Ablösung seiner Division und seinen Rückzug ins Privatleben mit und macht ihr einen Heiratsantrag. Wenn sie andere Pläne habe, rät er ihr, noch in dieser Nacht über den geheimen Pfad durch das Ihrenbachtal nach Belgien zu fliehen, da Hemmers in Kürze besetzt werde.
- Schefold wandert am Morgen des 12. Oktober durch das Waldgebiet nach Winterspelt. Unterwegs nimmt ihn der Obergefreite Hubert Reidel fest und führt ihn Dincklage als potentiellen Spion vor.[17] Der Kurier erläutert dem Major die Bereitschaft Kimbroughs, auf seinen Plan einzugehen, aber auch die ablehnende Haltung seiner Armeeleitung. Dincklage hält sich an seine Offizierseid und informiert Schefold nicht über den bevorstehenden Abzug der Division und deshalb erscheint diesem sein Verhalten rätselhaft: Auf die Nachricht vom Desinteresse der Amerikaner an seinem Plan reagiert er eher erleichtert und der Kurier vermutet, dass der Major nur ein Modell entworfen hat und erst durch Käthe zu der Aktion verleitet worden ist, aber trotz seiner Skepsis offenbar auf ein Wunder wartet. Für den Kunsthistoriker ist im Nachhinein die Kooperation der heterogenen Vierergruppe ein Missverständnis. Der Major kommt ihm in seiner höflich distanzierten Persönlichkeit und als Offizier „fremd“ vor: Während Hainstock und er an eine höhere Idee vom Menschen glauben, an die „Vernunft als Ziel der Weltgeschichte“ bzw. an „einen Welt-Zusammenhang der Kunst“, hält Dincklage nicht nur Hitlers Zwangsvorstellungen, sondern alle Politik für „Paranoia“ und folglich „alles menschliche Handeln für sinnlos“. Am Ende ihres Gesprächs vertraut der Major ihm an, eine deutsche Offensive stehe bevor, und bittet ihn, einen Brief an Captain Kimbrough zu überbringen, in dem er diesem die Verlegung seiner Division und damit das Scheitern seiner Mission auch von seiner Seite mitteilt. Nach Schefolds Abschied gibt er den Befehl zum Abrücken des Bataillons, das am Abend beginnen soll.[18] Schefold weiß, dass Hemmeres bald besetzt wird, und will noch am selben Tag seine Wohnung im Niemandsland verlassen und nach Belgien gehen.
- Nach dem Gespräch mit Dincklage begleitet Reidel den Kunsthistoriker wieder zurück durch die Stellungen. Er denkt misstrauisch über die Beziehung zwischen Dincklage und seinem Gast nach, nennt ihn einen Spitzel, muss dies aber nach Schefolds Drohung, sich beim Major zu beschweren, zurücknehmen. Überlagert ist diese Spannung von seiner Auseinandersetzung mit dem Rekruten Borek, der ihn wegen eines homosexuellen Übergriffs angezeigt hat, wogegen er ihn, als Gegenangriff, staatsfeindlicher Äußerungen beschuldigt. Nachdem Schefold ihm zum Abschied provokativ für seine „nicht sehr freundlichen Dienste“ eine Zehn-Dollar-Note als Trinkgeld überreicht, erschießt er ihn. In seiner Tasche findet er den Brief des Majors an dem amerikanischen Captain und hat damit ein Druckmittel gegen seinen Vorgesetzten. Die Frage, wie Dincklage darauf reagiert, Beförderung Reidels und Vernichtung des Briefs oder Selbstmord des Majors, lässt der Autor offen.
- Als Käthe Dincklages Brief gelesen hat, fragt sie nach dem Sinn von Schefolds Gefährdung und durch die Nachricht von dessen Tod wird ihr Vorwurf bestätigt. Da sie nicht auf Dincklages Werbung eingehen will, verlässt sie das Dorf, ohne noch einmal mit ihm zu sprechen. Hainstock begleitet sie in derselben Nacht auf dem Geheimweg nach Hemmeres und zeigt ihr den Steg über den Grenzfluss Our. Sie meldet sich bei Kimbrough und der bringt sie zu Wheeler nach Saint-Vith.[19]
- In einer Parallelhandlung wartet Kimbrough den ganzen Nachmittag auf die Rückkehr Schefolds und bespricht mit Wheeler die verschiedenen Ursachen seines Ausbleibens. Dazwischen erinnert er sich immer wieder an seine Kindheit bei seinen Eltern, an die gesellschaftliche Situation in Georgia, sein Leben als Rechtsanwalt und an seine gescheiterte Hoffnung auf eine Zukunft mit Dorothy Du Bois, deren Vater er vergeblich vor der Hinrichtung retten wollte.[20]

## Form
Andersch Roman ist eine Mischung aus verschiedenen Textsorten. Die erfundene Haupthandlung mit den fiktiven Protagonisten ist eingerahmt und unterbrochen von Auszügen aus Dokumenten über die Kriegssituation 1944 an der Westfront, Statistiken, Kriegstagebüchern von Soldaten und wissenschaftlichen Untersuchungen zur Geschichte und Geologie mit Quellenangaben.

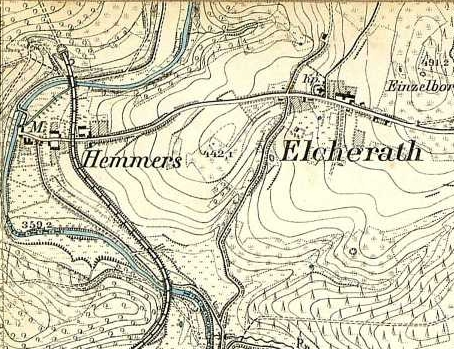
Topographische Karte (1895) mit den heutigen Winterspelter Ortsteilen Hemmeres und Elcherath am Grenzfluss Our

Einerseits werden vom Erzähler die Grenzen zwischen Fiktion und Historie klar gezogen und immer wieder thematisiert. Andererseits spielt der Autor mit dem Übergang von Dichtung und Wahrheit, indem er in die erfundene Geschichte eingebaute Briefe Dincklages an Kimbrough und Käte als „nicht fiktiv“ ausgibt (Dokumente II und III) oder einen nicht geschriebenen Brief Schefolds, der zu diesem Zeitpunkt nicht mehr lebt, an Hainstock wiedergibt.
Der Erzähler kommentiert das Geschehen, erklärt einerseits als auktorialer Erzähler Auslassungen wie die der Liebesszene zwischen Dincklage und Käthe und kennt andererseits nicht alle Motive seiner Figuren und spekuliert darüber. Am Schluss überlässt er es seinem Publikum, sich das weitere Schicksal des Majors auszudenken.
Eine weitere Grenzüberschreitung ist die geographische Verortung der fiktiven Handlung in der deutsch-belgischen Grenzlandschaft im Our-Tal mit dem Zufluss des Ihrenbachs von Winterspelt, dessen Kalksteinbruch allerdings nur durch die Verlegung der Prümer Kalkmulde nach Westen geologisch erklärbar ist. Durch Landschaftsschilderungen, authentische Siedlungsnamen und Wegbeschreibungen gibt der Autor dem Erdichteten den Anschein von Tatsachen.
Andersch spielt aber nicht nur mit der Historie und Geographie, sondern auch mit dem Handlungsverlauf, den er nicht chronologisch erzählt. Bei den ständigen Abbrüchen und Sprüngen muss der Rezipient die inhaltliche Reihenfolge mit Hilfe der Wochentage und Oktoberdaten rekonstruieren.

## Rezeption
- Der Roman von Andersch wurde überwiegend positiv rezipiert: als „bedeutendste[s] deutschsprachige[s] Werk über den Zweiten Weltkrieg“ (Jean Améry), als „zweifellos einer der wichtigsten [Romane] der letzten Jahre (Hanjo Kesting, NDR), als ein Buch, das „das beste ist, das dieser […] Autor geschrieben hat“ (Wolfram Schütte, Frankfurter Rundschau) und als „ein großes Werk“ bei dem sich jede Kritik gegen den Kritiker richte“ (Wolfgang Koeppen).[22]
- Während von den Bewunderern neben dem sittlichen auch der literarische Rang des Werks hervorgehoben wird, sind andere Rezensenten beim zweiten Punkt unterschiedlicher Meinung. Becker (Der Spiegel, 1974) resümiert in seiner aus Lob und Tadel gemischten und mit „Widerstand im Sandkasten“ überschriebenen Kritik: „Der politisch-historische Kommentar, den »Winterspelt« übermittelt, mag, als etwas längst Vertrautes und Akzeptiertes, manchen Leser kühl lassen; die dokumentarische Umrahmung mag als zu aufwendig, der erzähltechnische Aufwand insgesamt denn doch als zu groß und zu umständlich für die Kern-Story erscheinen -- diese Geschichte, spannend an sich, macht das Buch lesenswert.“ Denn der Roman „besitz[e] genug ästhetische Reize, und sein plot [sei] auch ohne mitgeführte message interessant.“ Denn der Fiktionscharakter verweise auf die Tatsache, dass es in der Wirklichkeit keinen deutschen Offizier wie Dincklage gegeben habe.

- Michaelis („Höheres Indianerspiel“ eines „Erzähler[s] in der Sackgasse zwischen Zettelkasten und Sandkasten“, Die Zeit, 1974) urteilt strenger: Der „skeptische Essayist“ Andersch, der „Kritiker aus moralischer Verletzlichkeit“, liege hier im Streit mit dem „Erzähler, der sich in der pointierten Form der überschaubaren Geschichte aussprechen kann, dessen Sache der Roman aber nicht ist.“ Die Repräsentanten der damaligen Gesellschaft seien zu schablonenmäßig ausgeführt: „Lautsprecher bestimmter Meinungen, Sprechpuppen für allgemein gültige Lebenshaltungen – erst dann Menschen.“ An dieser Geburt der „Figuren aus dem Zettelkasten“ kranke der Roman. „Mit einer Anstrengung, die sich dem Leser mitteil[e]“, sei der Erzähler bemüht, den „Geburtsmakel seiner Hauptgestalten wettzumachen, ihnen nachträglich ein Leben einzuimpfen, das sie aus eigener Kraft nicht haben.“ Dem Autor gelinge es nicht, aus den beiden Elementen, Historie und Fiktion, ein in sich gespanntes episches Kunstwerk zu bauen. Der Möglichkeitssinn des Denkspiels bringe einen Zug von Leichtfertigkeit in die Erzählung, die sich nicht als Heiterkeit, allenfalls als Unernst und beflissene Ironie äußere. Das Thema des Buches und das Temperament des Erzählers widerstrebten der Lockung des Denk-Spiels zu immer neuen, kühneren Hypothesen. Die Fiktion einer Revolte aus militärischen Zwängen in die Freiheit menschlicher Willensentscheidung werde zum Gleichnis für die verpasste Revolution in Deutschland, für verpasste Lebenschancen. Damit werde „Winterspelt“ zur neuen „Parabel für die alte Spannung bei Andersch zwischen Gedanke und Tat, Theorie und Praxis, Traum und Wirklichkeit.“ Nach Michaelis Fazit hat der Autor, „bei immer wieder faszinierenden Passagen, mit diesem Roman ein großes, ein wichtiges Thema verschenkt“: „Die Sinnlosigkeit eines Menschenopfers von hunderttausend Soldaten auf beiden Seiten, die während der Ardennenoffensive bei Winterspelt getötet wurden.“
- Die Winterspelt-Rezeption ist teilweise überlagert durch die Sebald-Kritik (1993) am Verhalten Anderschs in der NS-Zeit und untersucht, wie bei anderen Werken des Autors, autobiographische Bezüge.[23][24]

Nach Sebald sind Käthe Lenk und Joseph Dincklage retrospektive Wunschbilder des Paares Alfred Andersch und seiner zweiten Frau Gisela, die sich ebenfalls in der Eifel näher gekommen sind. Das Buch sei der Versuch, das moralische Defizit durch symbolischen Widerstand in der Kunst auszugleichen. Dincklage wird als der personifizierte deutsche Existenzialismus (leere und falsche Geste, fiktiv, privatissime) gedeutet.

## Verfilmung
Unter dem Regisseur Eberhard Fechner wurde der Roman 1976 unter dem Titel Winterspelt 1944 verfilmt, unter anderem mit Claus Theo Gärtner und Olli Maier.
Die Drehorte des Films liegen zum großen Teil in Belgien, weil dort viele Orte 1974 noch in einem zur Kriegszeit passenden Zustand waren. So ersetzte der Ort Maspelt den Titelort.